# Enhydrosoma wellsi
Enhydrosoma wellsi is een eenoogkreeftjessoort uit de familie van de Cletodidae. De wetenschappelijke naam van de soort is voor het eerst geldig gepubliceerd in 1968 door Bodin.